# Manje važni Slytherini
Ovo je članak o manje važnim učenicima iz Slytherina. Draco Malfoy, Vincent Crabbe, Gregory Goyle i Pansy Parkinson, također Slytherini, imaju svoje članke.

## Malcolm Baddock
Malcolm Baddock učenik je tri godine mlađi od Harryja. Svrstan je u Slytherine u četvrtom romanu, Harry Potter i Plameni pehar, i to poslije Stewarta Ackerleya i Eleanor Branstone. Njegovo je svrstavanje za slytherinskim stolom dočekano s pljeskom iako su Fred i George Weasley siktali na njega, a Harry je razmišljao o tome je li prvoškolac svjestan reputacije svog doma. Malcolm od tada nije spomenut i ništa drugo o njemu nije poznato.

## Miles Bletchley
Miles Bletchley vratar je slytherinske metlobojske ekipe. U Harryju Potteru i Redu feniksa urekao je Aliciu Spinnet prije utakmice između Gryffindora i Slytherina tako da su joj obrve narasle preko očiju.
Kako je Bletchley bio najmanje na drugoj godini kad je Harry krenuo u Hogwarts (u Kamenu mudraca bio je član metlobojske ekipe), a još je uvijek u Hogwartsu u Redu feniksa možemo zaključiti da nije stariji od Harryja više od dvije godine.
Lik slytherinskog vratara u filmu Harry Potter i Kamen mudraca imenovan je kao "Bletchley", ali taj je lik bio djevojka. Ipak, u Harryju Potteru i Odaji tajni Bletchleyja je glumio crvenokosi glumac David Churchyard.

## Millicent Bulstrode
Milicent Bulstrode učenica je na Harryjevoj godini i podsjeća ga na sliku koju je vidio u Ferijama s vješticama. Bila je članica inkvzitorijalnog odreda tijekom Harryjeve pete godine.
Na drugoj je godini Hermiona pokušala preuzeti Millicentino obličje ispijajući Višesokovni napitak. Međutim, slučajno je umjesto Millicentinog obličja preuzela obličje njezine mačke i zbog toga je morala provesti neko vrijeme u bolničkom krilu zato što se taj napitak ne koristi za preobrazbu u životinje.
Ranije te godine Hermiona se i borila s Millicent u Duelantskom klubu. Millicent je tada umjesto magijom fizički napala Hermionu. Tijekom tog je dvoboja Hermiona slučajno s Millicentine pelerine umjesto njezine dlake uzela mačkinu.
Kao i mnoge druge čarobnjačke obitelji, i njezina je povezana s klanom Blackovih. Moguće je da je Millicent u rodu s Violettom Bulstrode koja se udala za Cygnusa Blacka, jednog od sinova Phineasa Nigellusa Blacka, a to znači da bi mogla biti u rodbinskoj vezi i s Dracom Malfoyem. 

## Marcus Flint
Marcus Flint kapetan je slytherinske metlobojske ekipe tijekom prve tri godine Harryjeva školovanja u Hogwartsu. Izgleda kao da ima trolovske krvi (što je malo vjerojatno :-) ). Flint i bivši Gryffindorski kapetan, Oliver Wood, mrze se, što smo mogli zaključiti i po njihovim "rukovanjima" prije utakmica, koja su se često pretvarala u pokušaje da jedan drugom slome prste.
U Harryju Potteru i Kamenu mudraca Flint je učenik šeste godine, a dvije godine poslije, kad je već trebao završiti školovanje, još je uvijek u školi. J. K. Rowling to je objasnila padom na ispitima.
Moguće je da je Marcus u rodbinskim vezama s obitelji Black; Ursula Flint bila je supruga Phineasa Nigellusa Blacka, a mnoge su važne čarobnjačke obitelji (Malfoy, Crouch, Longbottom, Potter, itd.) također u rodbinskim vezama s Blackovima.
Flint se pojavio u prva dva filma i utjelovio ga je Jamie Yates, koji je zbog uloge nosio lažne zube. Njegovo se ime greškom nije pojavilo na odjavi prvog filma (vidi Adrian Pucey). U drugom je filmu ta pogreška ispravljena, ali mu je ime bilo krivo napisano. 

## Daphne Greengrass
Daphne Greengrass učenica je na Harryjevoj godini. Prvi je put susrećemo u Harryju Potteru i Redu feniksa kad je pozvana da pristupi praktičnom dijelu ispita za ČAS u isto vrijeme kad i Hermione Granger.
Daphne je vjerojatno čistokrvna Slytherinka, a to je poznato iz posebnog intervjua "Harry Potter i ja" u kojem je J.K. Rowling nakratko pokazala bilježnicu s nekim osnovnim podacima o učenicima na Harryjevoj godini. Tada se Greengrass trebala prezivati "Queenie", ali to je promijenjeno što znači da su se i ostali njezini podaci, pa tako i čistoća krvi, mogli promijeniti. 

## Montague
Montague (ime nepoznato) lovac je u slytherinskoj metlobojskoj ekipi i kapetan ekipe tijekom Harryjeve pete godine. U Redu feniksa, Fred i George Weasley naglavačke su ga ubacili u ormar za nestajanje nakon što je Gryffindorima kao član Inkvizitorijalnog odreda pokušao oduzeti pedeset bodova. Opet se pojavio tek nakon nekoliko tjedana i još je neko vrijeme bio u šoku. U šestoj knjizi otkrivamo da je taj ormar jako važan. U trećoj je knjizi, Harryju Potteru i Zatočeniku Azkabana, za vrijeme metlobojske utakmice zgrabio glavu Katie Bell i rekao da je mislio da je to balun.

## Theodore Nott
Theodore Nott učenik je iz Slytherina na Harryjevoj godini, ali nije prijatelj Draca Malfoya. Njegov je otac stariji udovac i smrtonoša. U petoj knjizi srećemo Theodorea u knjižnici s Vincentom Crabbeom, Gregoryjem Goyleom i Dracom Malfoyem; svi su bili ljuti na Harryja zato što je ovaj u intervjuu za časopis Odgonetač imenovao očeve sve četvorice kao smrtonoše. J.K. Rowling kaže da je Theodore samotnjak i da nema potrebu pridružiti se bilo kakvoj bandi, pa tako ni Malfoyevoj.
Nott je jedini poznati Slytherin na Harryjevoj godini koji može vidjeti testrale, što znači da je vidio kako netko umire (možda svoju majku). Njegov otac i profesor Slughorn stari su prijatelji i u Hogwarts Expressu Slughorn je ispitivao Blaisea Zabinia o Theodoreu i gospodinu Nottu. Zabini mu je rekao da je gospodin Nott u Azkabanu zbog sudjelovanja u provali u Odjel tajni; Slughorn, koji nije želio imati nikakve veze sa smrtonošama, nije bio zadovoljan. Tako je Blaise dobio pozivnicu za Slugov klub, a Theodore nije.

## Graham Pritchard
Graham Pritchard učenik je tri godine mlađi od Harryja. Graham je svrstan u Slytherine u četvrtom romanu, između Natalie McDonald i Orle Quirke. Taj lik od tada nije spomenut i ništa više o njemu nije poznato.

## Adrian Pucey
Adrian Pucey učenik je iz Hogwartsa. U slytherinskoj metlobojskoj ekipi igra na mjestu lovca i bio je drugi lovac koji je u Harryju Potteru i Redu feniksa zabio gol Ronu Weasleyju. Bio je član metlobojske ekipe tijekom Harryjeve prve godine što znači da je u to vrijeme bio najmanje na drugoj godini, a završio je školovanje prije ili tijekom Harryja Pottera i Princa miješane krvi.
Pucey se kratko pojavio u prva dva filma. Glumio ga je Scot Fearn, ali zbog pogreške, na odjavi filma Harry Potter i Kamen Mudraca piše da je on tumačio ulogu Marcusa Flinta (zapravo ga glumi Jamie Yates, koji se s ulogom vratio i u Harryju Potteru i Odaji tajni), a za njegovu je ulogu upisan David Holmes (koji je bio kaskader u metlobojskim scenama). Ta je pogreška u drugom filmu ispravljena.

## Urquhart
Urquhart (ime nepoznato) kapetan je slytherinske metlobojske ekipe tijekom Harryjeve šeste godine u Hogwartsu. Kad se prije utakmice Gryffindora i Slytherina rukovao s Harryjem, pokušao mu je slomiti prste jakim stiskom. Igra na poziciji lovca.

## C. Warrington
Warrington je lovac slytherinske metlobojske ekipe u Harryju Potteru i Zatočeniku Azkabana i jedan od onih koji su se prijavili za Tromagijski turnir u Harryju Potteru i Plamenom peharu. Bio je prvi lovac koji je u Redu feniksa zabio gol Ronu Weasleyju, a kasnije te godine bio je i član Inkvizitorijalnog odreda. Inicijal njegova imena dolazi s popisa učenika koji su posudili knjigu Metloboj kroz stoljeća iz knjižnice u Hogwartsu; njegovo puno ime još nije otkriveno.

## Blaise Zabini
Blaise se prvi put spominje u "Kamenu Mudraca" kada ga Razredbeni klobuk razvrsta u Slytherine. Važnu ulogu igra u "Princu mješane krvi", a tu se spominje u vlaku kada s Pansy Parkinson priča o Ginny Weasley. Slughorn ga poziva u svoj klub i tu se otkrije kako je njegova majka imala 7 muževa i da je od njih nasljedila puno zlatnika, a svaki je umro u sumnjivom slučaju. U Darovima smrti Zabini se u filmu pojavljiva umjesto Crabbea, jer je Jamie Waylett(lik Crabbea u filmu) na liječenju od droge. Zato će Goyle poginuti umjesto Crabbea u kletvi Demonski Oganj koju sam izazove, a Zabini će zajedno s Malfoyem, Harryjem, Ronom i Hermionom pobjeći na metlama.

## Ostali
- Mnogi zli čarobnjaci

Jedina Slytherinka čije smo podatke mogli vidjeti u posebnom intervjuu "Harry Potter i ja" (ti se podaci mogu promijeniti ako/kada se taj lik pojavi u romanu). 
- Tracey Davis - žena, polukrv.

### Slytherinska metlobojska ekipa
Sljedeći su likovi poznati samo kao članovi slytherinske metlobojske ekipe:
- Terence Higgs (tragač prije Malfoya; u filmu Harry Potter i Kamen mudraca glumi ga Will Theakston)
- Bole (gonič)
- Derrick (gonič)
- Harper (tragač)
- Vaisey (lovac)